# К252 (кемберлітова трубка)
Трубка К252 — алмазоносна діатрема на кімберлітовому полі Баффало-Гед-Гіллз у Північній Альберті (Канада). Вважається, що вона утворилася приблизно 85 мільйонів років тому під час пізнього крейдяного періоду, коли ця частина Альберти була вулканічно активною.  Вона містить пірокластичні структури і вкорінюється в шари сеноманського та альбського віку. 

## Дивіться також
- Список вулканів Канади